# Dal segno
En música, dal segno és un terme italià que significa «a partir del signe», sovint abreujat D.S. i que indica que cal repetir la música des del punt anterior de la partitura on apareix el signe:
Pot aparèixer amb alguns termes complementaris, com:
- dal segno al fine (D.S. al fine): cal repetir des del signe i fins a la paraula fine.
- dal segno al coda (D.S. al coda): cal repetir des del signe fins a un punt determinat i llavors tocar la coda.

Habitualment se l'anomena l'essa.